# Venga Juan
Venga Juan és una sèrie de televisió espanyola produïda per 100 balas que s'emet en HBO. Aquesta protagonitzada per Javier Cámara i María Pujalte. Es va estrenar el 28 de novembre de 2021. És la continuació de la sèrie Vamos Juan.

## Sinopsi
Continuació de Vota Juan (2019) i Vamos Juan (2020) que segueix al polític Juan Carrasco. En aquest tercer lliurament, Juan ha arribat al pic més alt de la seva carrera. Gràcies a les portes giratòries, té un despatx espectacular, ha aprimat deu quilos i, sobretot, té pèl. En la nova vida de Juan hi ha espai per a moltes coses, però no per a la seva dona Paula, la seva filla Eva i la seva antiga cap de premsa, Macarena. Tot s'ensorra quan reapareix en la seva vida l'única cosa del que ningú es pot lliurar mai: Logronyo. Uns papers que involucren a Juan en una trama de corrupció municipal marquen el tret de sortida per a evitar el seu ingrés a la presó. Una fugida frenètica per a esborrar el seu passat a Logronyo... i, en el camí, adonar-se que el que falla és el seu present.

## Repartiment

### Temporada única (2021)

#### Repartiment principal
- Javier Cámara - Juan Carrasco
- María Pujalte - Macarena Lombardo
- Adam Jezierski - Víctor Sanz
- Esty Quesada - Eva Carrasco
- Yaël Belicha - Paula
- Cristóbal Suárez - Ignacio "Nacho" Recalde

##### Amb la col·laboració especial de
- Joaquín Climent - Luis Vallejo

## Producció
Creat per Diego San José Castellano, Venga Juan és la tercera part de la sèrie formada per Vota Juan i Vamos Juan, ambdues llançades a TNT a Espanya el 2019 i el 2020, respectivament. Guillermo Farré, José Skaf i Miguel Salvat van ser acreditats com a productors executius en nom de WarnerMedia] Diego San José, Alejandro Flórez i Javier Méndez van ser acreditats com a productors executius en nom de 100 Balas (The Mediapro Studio). L'equip de guionistes estava format per Diego San José juntament amb Víctor García León, Daniel Castro, Pablo Remón, Diego Soto i Pilar Palomero, mentre que la direcció dels capítols va anar a càrrec de Víctor García León, Tom Fernández, Pilar Palomero i Javier Cámara. El rodatge va començar el juny de 2021. El setembre de 2021 es va presentar la sèrie juntament amb altres originals d'HBO Max (Todo lo otro, Sin novedad i ¡García!) i al 69è Festival Internacional de Cinema de Sant Sebastià. Està formada per 7 episodis.

## Recononeixements
| Any  | Premi        | Categoria                                | Nominat(s)    | Resultat   | Ref.  |
| ---- | ------------ | ---------------------------------------- | ------------- | ---------- | ----- |
| 2021 | Premis Feroz | Millor sèrie de comèdia                  | Venga Juan    | Guanyadora | [ 8 ] |
| 2021 | Premis Feroz | Millor actor protagonista d'una sèrie    | Javier Cámara | Guanyador  | [ 8 ] |
| 2021 | Premis Feroz | Millor actriu de repartiment d'una sèrie | María Pujalte | Guanyadora | [ 8 ] |